# مانوئل مخوتو گونزالس
مانوئل مخوتو گونزالس از داوران اسپانیایی فوتبال است. وی به خاطر داوری در دو مسابقه جام ۲۰۰۴ اروپایی در پرتغال شهرت یافت.